# تپه عمرمل ۳
تپه عمرمل ۳ مربوط به مس و سنگ است و در شهرستان کرمانشاه، بخش مرکزی، دهستان بالادربند، ۷۰۰ متری شمال شرق روستای عمرپل واقع شده و این اثر در تاریخ ۲۶ اسفند ۱۳۸۷ با شمارهٔ ثبت ۲۵۴۴۳ به‌عنوان یکی از آثار ملی ایران به ثبت رسیده است.